# Briana Venskus
Briana Laurel Venskus (19 août 1984 à Wilmington) est une actrice américaine.

## Biographie

### Jeunesse et formation
Briana Venskus est une actrice d'origine portoricaine, italienne et lituanienne, elle est diplômée en interprétation à Cal Arts et à la North Carolina School of the Arts in the Drama. 

### Carrière
Elle apparaît dans de nombreuses séries télévisées telles que Supergirl, The Walking Dead et Agent du S.H.I.E.L.D.. Elle est également assistante de production et scénariste.
En 2018, elle joue dans la comédie romantique La Liste de nos rêves de Peter Hutchings avec Asa Butterfield, Maisie Williams et Nina Dobrev.

### Vie privée
Briana Venskus est ouvertement bisexuelle.

## Filmographie

### Actrice
Séries télévisées
- 2024 - high potential - rina
- 2022 - New Amsterdam - Dr Cecilia Romero
- 2022 - Naomi - Mac
- 2021 - This Is Us - Vanessa
- 2020 - SWAT - Agent Prebble
- 2019 - 2021 Good trouble , Meera Mattei
- 2019 - Sorry for Your Loss - Tommy
- 2018ː Departures, Officer Mya (en post-production)
- 2017ː Outcast, Officer Nunez
- 2016-2018, 2020ː The Walking Dead, Beatrice
- 2016-2020ː Marvel: Les Agents du SHIELD, Agent Piper
- 2016ː Grace and Frankie, Billie
- 2016ː It's Us, Bartender
- 2015-2017ː Supergirl, Agent Vasquez
- 2015ː Hindsight, Victoria
- 2014-2015ː Nashville, Gina Romano
- 2014ː Marry Me, Linda
- 2014ː Switched, Scout
- 2014ː Vampire Diaries, Jo
- 2013ː The Newsroom, Soldier
- 2010ː Look, Security Gaurds Girlfriend
- 2009ː Dr. House, Nona

Long-métrage
- 2014ː Cops: Les forces du désordre, Precious
- 2007ː Walk Hard: The Dewey Cox Story, Marching Mullato (uncredited)
- 2018 : La Liste de nos rêves : Officier Mya

Court-métrage
- 2013ː Teppy Shorts, Teppy
- 2010ː Career Virgin, Student
- 2010ː Sticker, Office Girl
- 2009ː If Not Now When, Gluttonygula
- 2009ː Stories from a Perch, Voix

Téléfilm
- 2013ː Reckless, Ann Marie Vance
- 2011ː Wonder Woman, Reporter
- 2008ː Bad Mother's Handbook, Makeout Teenager